# John Albion Andrew
Pour les articles homonymes, voir Andrew.
John Albion Andrew (31 mai 1818 à Windham - 30 octobre 1867) est un homme politique américain. Il est gouverneur du Massachusetts de 1861 à 1866, pendant la Guerre de Sécession. Il est l'un de ceux qui amène à la création des premières unités de l'US Army composées d'hommes noirs, dont le fameux 54th Massachusetts Infantry.

## Biographie
Éduqué au Bowdoin College, Andrew est un abolitionniste radical de l’esclavage dès son plus jeune âge, engagé dans la défense juridique des esclaves fugitifs contre les propriétaires cherchant à les récupérer. Il fournit un soutien juridique à John Brown après son raid de 1859 sur Harpers Ferry, en Virginie, valorisant son profil et le propulsant au fauteuil de gouverneur du Massachusetts. Andrew est une voix persistante, critiquant la conduite de la guerre par le président Abraham Lincoln et le pressant de mettre fin à l’esclavage. À la fin de la guerre, sa politique s’est modérée et il en vient à soutenir les politiques de reconstruction du successeur de Lincoln, Andrew Johnson.
Dans le Massachusetts, Andrew s’oppose au mouvement Know Nothing des années 1850 et aux lois strictes de l’État sur la prohibition de l’alcool, et supervise la prise de contrôle par l’État du projet de construction du tunnel Hoosac. En 1865, il signe une loi établissant la police de l’État du Massachusetts, la première force de police de ce type à l’échelle de l’État dans le pays. Il meurt prématurément d’apoplexie à l’âge de 49 ans.

## Source
- (en) Cet article est partiellement ou en totalité issu de l’article de Wikipédia en anglais intitulé « John Albion Andrew » (voir la liste des auteurs).